# Evoluta

Uma elipse (azul) e sua evoluta (verde).

A evoluta de uma curva (neste caso, uma elipse) é o envelope de suas normais.

Na geometria diferencial de curvas, a evoluta de uma curva é o lugar geométrico de todos suas circunferências osculatrizes (centros de curvatura).

A evoluta de uma curva (parábola azul) é o lugar geométrico de todos os seus centros de curvatura (vermelho).

Isso significa que, quando o centro de curvatura de cada ponto de uma curva é desenhado, a forma resultante será a evoluta dessa curva. A evoluta de um círculo é, portanto, um único ponto em seu centro. Equivalente a isso, uma evoluta é o invólucro das normais a uma curva.
A evoluta de uma curva, uma superfície ou, mais geralmente, de uma subvariedade é a cáustica do mapa normal. Seja M uma subvariedade regular e suave em Rn. Para cada ponto p em M e cada vetor v, baseado em p e normal a M, associamos o ponto p + v. Isso define um mapa lagrangiano, chamado de mapa normal. A cáustica do mapa normal é a evoluta de M.
As evolutas estão intimamente ligadas às involutas: uma curva é a evoluta de qualquer uma de suas involutas.

## História
Apollonius (Cerca de 200 a.C.) discutiu evolutas no Livro V de sua obra Cônicas. Contudo, Huygens é, por vezes, creditado como o primeiro a estudá-las (1673). Huygens formulou sua teoria das evolutas por volta de 1659 para ajudar a resolver o problema de encontrar a curva tautócrona, o que, por sua vez, o auxiliou na construção de um pêndulo isócrono. Isso ocorreu porque a curva tautócrona é uma cicloide, e a cicloide tem a propriedade única de que sua evoluta também é uma cicloide. A teoria das evolutas, na verdade, permitiu a Huygens alcançar muitos resultados que mais tarde seriam encontrados utilizando cálculo.

## Evoluta de uma curva paramétrica
Se {\displaystyle {\vec {x}}={\vec {c}}(t),\;t\in [t_{1},t_{2}]} é a representação paramétrica de uma curva regular no plano com curvatura diferente de 0 e {\displaystyle \rho (t)} seu raio de curvatura e {\displaystyle {\vec {n}}(t)} a unidade normal apontando para o centro de curvatura, então
{\displaystyle {\vec {E}}(t)={\vec {c}}(t)+\rho (t){\vec {n}}(t)}
descreve a evoluta da curva dada.
Para {\displaystyle {\vec {c}}(t)=(x(t),y(t))^{\mathsf {T}}} e {\displaystyle {\vec {E}}=(X,Y)^{\mathsf {T}}}, obtém-se
{\displaystyle X(t)=x(t)-{\frac {y'(t){\Big (}x'(t)^{2}+y'(t)^{2}{\Big )}}{x'(t)y''(t)-x''(t)y'(t)}}} e
{\displaystyle Y(t)=y(t)+{\frac {x'(t){\Big (}x'(t)^{2}+y'(t)^{2}{\Big )}}{x'(t)y''(t)-x''(t)y'(t)}}.}

## Propriedades da evoluta

A normal no ponto P é a tangente no centro de curvatura C.

Cicloide (azul), seu círculo osculador (vermelho) e sua evoluta (verde).

A evoluta da nefroide grande (azul) é a nefroide pequena (vermelha).

Para derivar propriedades de uma curva regular, é vantajoso usar o comprimento do arco {\displaystyle s} como parâmetro da curva dada, por conta de {\textstyle \left|{\vec {c}}'\right|=1} e {\textstyle {\vec {n}}'=-{\vec {c}}'/\rho } (ver Fórmulas de Frenet–Serret). Assim, o vetor tangente da evoluta {\textstyle {\vec {E}}={\vec {c}}+\rho {\vec {n}}} é:
{\displaystyle {\vec {E}}'={\vec {c}}'+\rho '{\vec {n}}+\rho {\vec {n}}'=\rho '{\vec {n}}\ .}
A partir dessa equação, obtém-se as seguintes propriedades da evoluta:
- Em pontos com {\displaystyle \rho '=0}, a evoluta não é regular. Ou seja: em pontos de curvatura máxima ou mínima (vértices da curva dada), a evoluta possui cúspides. (Ver os diagramas das evolutas da parábola, da elipse, da cicloide e da nefroide.)
- Para qualquer arco da evoluta que não inclua uma cúspide, o comprimento do arco é igual à diferença entre os raios de curvatura nos pontos extremos. Esse fato leva a uma prova fácil do teorema de Tait–Kneser sobre aninhamento de círculos osculadores.[5]
- As normais da curva dada em pontos de curvatura diferente de zero são tangentes à evoluta, e as normais da curva em pontos de curvatura zero são assíntotas da evoluta. Portanto: a evoluta é o invólucro das normais da curva dada.
- Em trechos da curva com {\displaystyle \rho '>0} ou {\displaystyle \rho '<0}, a curva é uma involuta de sua evoluta.

## Evolutas de algumas curvas
A evoluta
- de uma parábola é uma parábola semicúbica (ver acima),
- de uma elipse é uma asteroide não simétrica (ver acima),
- de uma linha é um ponto,
- de uma nefroide é uma nefroide (metade do tamanho, veja o diagrama),
- de uma astroide é uma astroide (duas vezes maior),
- de uma cardioide é uma cardioide (um terço do tamanho),
- de um círculo é o seu centro,
- de uma deltoide é uma deltoide (três vezes maior),
- de uma cicloide é uma cicloide congruente,
- de uma espiral logarítmica é a mesma espiral logarítmica,
- de uma tractriz é uma catenária.

## Curva radial
Uma curva com uma definição semelhante é a radial de uma dada curva. Para cada ponto na curva, tome o vetor do ponto até o centro de curvatura e o traduza para que comece na origem. Em seguida, o lugar geométrico dos pontos no final de tais vetores é chamado de radial da curva. A equação para a radial é obtida removendo-se os termos x e y da equação da evoluta. Isso produz:
{\displaystyle (X,Y)=\left(-y'{\frac {{x'}^{2}+{y'}^{2}}{x'y''-x''y'}}\;,\;x'{\frac {{x'}^{2}+{y'}^{2}}{x'y''-x''y'}}\right).}